# Medicinska biokemija
Medicinska biokemija odnosno laboratorijska medicina, jedna od temeljnih medicinskih znanosti. Prema Pravilniku o znanstvenim i umjetničkim područjima, poljima i granama Nacionalnog vijeća za znanost, visoko obrazovanje i tehnološki razvoj Republike Hrvatske, medicinska biokemija je grana polja Temeljnih medicinskih znanosti, područja biomedicine i zdravstva.
Medicinska biokemija kao djelatnost spada u djelatnosti primarne, sekundarne i tercijarne zdravstvene zaštite. Medicinska biokemija i laboratorijska medicina je specijalizacija medicinskih biokemičara.
Medicinska biokemija bavi se in vitro analizom humanog biološkog materijala ispitanika (krv, plazma, urin, likvor i ostalih fizioloških uzoraka) biokemijskim i molekularno biotehnološkim metodama u svrhu:
1. utvrđivanja potencijalnog rizika pojave bolesti
2. potvrde ili isključenja prisutne bolesti
3. praćenja razvoja bolesti/učinka terapije
4. predikcije ishoda liječenja[3]

Medicinska biokemija samo je naizgled mlada znanstvena disciplina, zbog velikog napretka koji je ostvarila zadnje stoljeće. Korijeni su joj stari koliko i sama medicina. Hipokrat je shvatio značajnost pregleda izgleda mokraće i povezao ga s nekim bolestima. Između dvaju svjetskih ratova medicinska biokemija intenzivno se razvija. Gotovo svaka zdravstvena ustanova ima medicinsko-biokemijske laboratorije. Danas se oko 70% liječničkih odluka temelji na rezultatima laboratorijskih pretraga. Laboratorijskom dijagnostikom bave se visokoobrazovani stručnjaci koje nisu u kontaktu s javnošću. U Hrvatskoj je razvoj medicinske biokemije pratio svjetske trendove i danas je usporediva s dometima struke u ostatku razvijenog svijeta. Hrvatsko društvo za medicinsku biokemiju i laboratorijsku medicinu (HDMBLM) osnovano je 1953. godine.
U Hrvatskoj se sveučilišna edukacija za medicinskog biokemičara završava na Farmaceutsko-biokemijskom fakultetu Sveučilišta u Zagrebu na smjeru Medicinska biokemija, a kompletno obrazovanje završava specijalizacijom iz medicinske biokemije i laboratorijske medicine. Specijalističku edukaciju u RH izvode klinički zavodi Sveučilišnih bolnica temeljem rješenja Ministarstva zdravstva i socijalne skrbi Republike Hrvatske. Specijalist medicinske biokemije danas je stručnjak s desetogodišnjim obrazovanjem iz područja medicinske biokemije i laboratorijske medicine. Medicinsko biokemijska djelatnost u Hrvatskoj obavlja se u zavodima za medicinsku biokemiju i laboratorijsku dijagnostiku kliničkih bolnica, u odjelima za medicinsku biokemiju općih bolnica, u medicinskobiokemijskim laboratorijima primarne zdravstvene zaštite i privatnim medicinsko biokemijskim laboratorijima.
Medicinsko-biokemijska djelatnost jedna je od od zdravstvenih dijagnostičkih djelatnosti koja se obavlja na razini primarne, specijalističko-konzilijarne i bolničke zdravstvene djelatnosti. Vrste medicinsko-biokemijskih laboratorija u kojima se obavlja ova djelatnost su: opći medicinsko-biokemijski laboratoriji, specijalistički medicinsko-biokemijski laboratoriji i klinički medicinsko-biokemijski laboratoriji te subspecijalistički medicinsko-biokemijski laboratorij.
Diplomirani medicinski biokemičar je zdravstveni radnik koji se bavi primjenom biokemijskih, hematoloških, molekularno-bioloških i kemijskih istraživanja u biološkom materijalu u svrhu razumijevanja i prosudbe ljudskog zdravlja. Medicinsko-biokemijski zdravstveni radnici u Hrvatskoj su: diplomirani inženjer medicinske biokemije, medicinski biokemičar specijalist i medicinski biokemičar specijalist uže specijalnosti. U obavljanju medicinsko-biokemijske djelatnosti sudjeluju zdravstveni tehničari laboratorijskog smjera više ili srednje stručne spreme i zdravstveni suradnici. Medicinski biokemičar obvezan je stalno se usavršavati, jer je to zahtjev struke. Radi sprovođenja trajnog usavršavanja određuje se da je medicinski biokemičar obvezan pristupiti provjeri znanja svakih šest godina.Provjeru provodi Hrvatska komora medicinskih biokemičara.